# Euaspis carbonaria
Euaspis carbonaria là một loài ong trong họ Megachilidae. Loài này được Smith miêu tả khoa học đầu tiên năm 1854.